# Polyphysaceae
Polyphysaceae é uma família de algas verdes da ordem Dasycladales.

## Géneros
A família Polyphysaceae inclui os seguintes géneros:
- Acetabularia
- Parvocaulis
- Chalmasia
- Halicoryne